# Центральний Банк Азербайджанської Республіки
Центральний Банк Азербайджанської Республіки (азерб. Azərbaycan Respublikasının Mərkəzi Bankı) — центральний банк Азербайджану, є органом банківського регулювання та банківського нагляду. У відповідності з Декретом Президента Азербайджанської Республіки про Установу Національного банку Азербайджанської Республіки, від 11 лютого 1992 року, Центральний Банк Азербайджанської Республіки був створений на основі Держбанку, колишнього Промбудбанку СРСР, Агропромбанку СРСР.

## Історія
Незабаром після створення Азербайджанської Народної Республіки 28 травня 1918 був прийнятий Статут Державного Банку Азербайджану 16 вересня 1919 і 30 вересня банк почав свою діяльність.
У 1920 році, після встановлення радянської влади в Азербайджані, фінансово-кредитна система була значно перебудована. Держбанк Азербайджану був перейменований в Народний Банк Азербайджану. Всі банки та інші кредитні організації були націоналізовані і включені в Народний Банк; банківська справа перейшло у виняткову монополію держави.
18 жовтня 1991 Азербайджан відновив свою державну незалежність. Таким чином була сформована правова основа для установи банківської системи, включаючи відтворення центрального банку Азербайджанської Республіки.
25 травня 1991 був прийнятий Конституційний закон «Про основи економічної незалежності Азербайджанської Республіки", стаття 14 якого («Банківська система і грошовий оборот») встановила правову основу незалежної банківської системи та обіг національної грошової одиниці Азербайджану в цілому, а також визначила статус та повноваження центрального банку Азербайджану.
Відповідно до Конституційного закону, згідно з Декретом Президента Азербайджанської Республіки від 11 лютого 1992 про Установу Національного Банку Азербайджанської Республіки, Національний Банк Азербайджанської Республіки був створений на основі Держбанку, колишнього Промбудбанку СРСР, Азербайджанського банку Агропромбанку СРСР.
Закони про Національному Банку Азербайджанської Республіки 1992, 1996, і 2004 років встановили, посилили і розвинули правовий статус і повноваження центрального банку.

## Цілі і функції

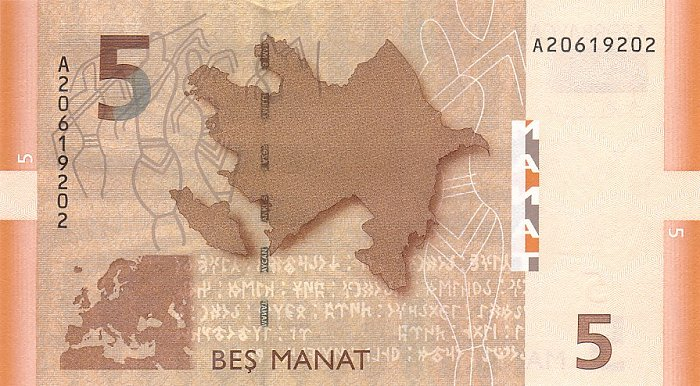
5 манатів

Відповідно до Закону Азербайджанської Республіки про Центральному Банку Азербайджанської Республіки від 10 грудня 2004, основна мета діяльності Центрального банку — гарантувати стабільність цін у межах своїх повноважень. Мета Центрального Банку також забезпечити стабільність і розвиток платіжних систем та банківської справи. Для досягнення своїх цілей Центральний Банк:
- визначає і здійснює грошову і валютну політику країни;
- організовує грошовий обіг;
- випускає в обіг і вилучає з обігу грошові одиниці;
- регулярно визначає і оголошує офіційний обмінний курс маната;
- забезпечує валютне регулювання та контроль у відповідності із законодавством;
- управляє золото-валютними резервами;
- складає платіжний баланс і бере участь у складанні прогнозного платіжного балансу;
- ліцензує і регулює банківські операції і забезпечує банківський нагляд у відповідності із законом;
- визначає, координує і регулює функціонування платіжних систем і здійснює їх контроль у відповідності із законодавством.

Президент Азербайджану Ільхам Алієв 24 лютого 2009 підписав прийнятий парламентом 10 лютого законопроєкт про протидію легалізації отриманих злочинним шляхом грошових коштів і майна та фінансуванню тероризму і видав указ про заходи з його реалізації, в рамках якого при Центральному банку Азербайджану заснована Служба фінансового моніторингу, та ЦБА наданий місячний термін для розробки та подання положення Служби.
Незабаром стане дієздатною Служба фінансового моніторингу при Центральному банку Азербайджану. Банк залучив технічну допомогу формуванню та інституціоналізації Служби, і вже підготував проєкти структури та штатного розпису служби, визначено місце її дислокації. Незабаром президент Азербайджану затвердить керівника служби.
Moneyval в своїй публічній заяві щодо Азербайджану, прийняте 12 грудня 2008 року, FATF закликав держави-члени та інші країни сповістити свої фінансові організації про необхідність звертати особливу увагу на операції з особами та фінансовими організаціями, які проживають або знаходяться в Азербайджані, шляхом застосування належної перевірки клієнта з метою усунення ризику відмивання коштів та фінансування тероризму. Також було вказано на заклик Експертної групи переглянути прийнятий у другому читанні законопроєкт про протидію відмиванню грошей і фінансуванню тероризму в Азербайджані, так як він значною мірою не відповідає ключовим міжнародним стандартам, а також негайно прийняти комплексне законодавство, яке відповідає необхідним вимогам.
Moneval у своїй оцінці також зазначив, що в країні не виконуються структурні, законодавчі та інституційні вимоги, коли певний тип фінансового інституту відсутня в країні.
1 березня 2011 Облікова ставка була збільшена до 5%. 

## Організаційна структура і управління
Організаційна структура Центрального банку включає Правління, центральний апарат і регіональні офіси. Центральний апарат Центрального банку складається з підрозділу внутрішнього аудиту та інших структурних одиниць, визначених Правлінням Банку. Центральним банком керує Правління Банку. Правління складається з 7 членів: голова, чотири учасники, які працюють на постійній основі в Центральному Банку та два зовнішніх члена. Члени Правління призначаються строком на 5 років. Центральний банк підзвітний лише Президенту Азербайджанської Республіки.